# Culture jamming

Le culture jamming, que l'on peut traduire en français par sabotage culturel ou détournement culturel, est l'acte de subvertir le fonctionnement d'un média de masse existant, en usant de la même méthode de communication utilisée par ce média. Cette pratique s'inscrit dans la lignée d'un processus anticonsumériste dont les fondements historiques remontent au tournant des années 1960 concurremment à l'affirmation des mass médias.

## Concept
Il peut prendre la forme d'un militantisme satirique qui s'oppose généralement au mercantilisme et aux vecteurs de l'image de marque[pas clair]. Employant l'ironie et l'humour noir, ces actes peuvent s'apparenter à une « guérilla des communications ». Le détournement culturel est parfois qualifié de « subversion des signes », de « guérilla sémiotique » ou d'« attentat sémiotique »[Par qui ?]. Souvent, les sabotages culturels visent à rendre visibles certains présupposés (politiques, sociaux) qui sous-tendent la culture commerciale[Quoi ?]. Différents mouvements activistes l'utilisent pour dénoncer la culture marchande perçue comme hégémonique en tant qu'elle occupe l'ensemble de l'espace communicationnel. Parmi leurs modes d'action : la réappropriation de logos, de slogans publicitaires et des codes d'une marque. D'autres fois, le détournement culturel s'apparente davantage à une pratique créative de l'ordre de la passion amateur (voir les fanfictions), sans porter de revendication politique ou de message protestataire.
L'intention de ces pratiques de la ruse diffère de celle de l'appropriation artistique (produire une œuvre destinée le plus souvent au marché de l'art ou récupérée par celui-ci) et du vandalisme (où destruction ou mutilation sont les buts premiers), bien que les résultats obtenus ne soient pas toujours si éloignés. Le sabotage culturel peut prendre des formes très variées : détournement publicitaire, canular médiatique, détournement de nom de domaine, bombardement Google, remix, mashup vidéo, hacking, slashing, piratages radios et télévisés, contre-surveillance vidéo.

## Origine du terme
L'origine du terme anglais (1984) ne présuppose nullement que ce phénomène soit apparu en même temps : le « sabotage culturel » est une pratique bien antérieure et non limitée aux seuls États-Unis.

### Negativland
Dans Culture Jamming: Hacking, Slashing, and Sniping in the Empire of Signs (1993), l'essayiste américain Mark Dery affirme que le terme est apparu pour la première fois en 1984 sur une cassette audio intitulée JAMCON '84 (en) produite par le groupe californien Negativland. Depuis les années 1980, ce groupe expérimente les techniques de collage à partir d'extraits sonores tirés des médias de masse (extraits d'émissions de radio par exemple). En 1991, Negativland sort un album intitulé U2 (en) qui échantillonne et parodie une chanson du groupe irlandais U2, leur valant un procès de la part du producteur qui accuse notamment Negativland d'avoir réutilisé le mot U2 en couverture de leur album pour tromper les fans du groupe ; l'album est retiré de la vente. En 1995, Negativland sort un livre/CD intitulé Fair Use: The Story of the Letter U and the Numeral 2 (en) qui revient sur l'incident. Depuis, les membres du groupe se sont engagés auprès de l'initiative Creative Commons et militent pour le « droit de citation » : « Comme l’a montré Duchamp, l’acte de sélectionner peut être une forme d’inspiration aussi originale et significative que n’importe quelle autre ».
Le 12 septembre 2002, Jack Diekobisc, un membre de Negativland, a participé au piratage des ondes d'une radio locale de Seattle, à l'occasion d'une conférence de la National Association of Broadcasters (NAB). Au moins six micro-émetteurs radio ont diffusé toute l'après-midi une boucle de 24 minutes parodiant le programme habituel de KJR-FM, une radio commerciale détenue par Clear Channel Communications, géant américain de l'industrie radiophonique. Réutilisant le même format et les mêmes jingles officiels que ceux de KJR, un faux DJ (Jack Diekobisc) vitupérait contre la station de radio et la NAB. Dans cette parodie, le faux DJ accusait KJR de diffuser des chansons des années 1980 de manière à s'attirer un public plus jeune, alors que la station de radio promettait à ses auditeurs une programmation musicale exclusivement tirée des années 1960 et 1970.

## Mouvements anti-pub

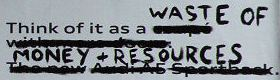
Morceau du panneau publicitaire tagué à Cambridge, Grande-Bretagne

Les mouvements anti-pub dénoncent le caractère hégémonique de la publicité de masse et les excès du consumérisme. Une de leurs tactiques consiste à court-circuiter le sens d'un message publicitaire en le détournant vers une alternative inattendue, et créer ainsi un contraste par rapport à l'image de marque du produit ou de la société. Le dispositif de communication est alors instrumentalisé au service d'un programme qui le fait se retourner contre lui-même, exploitant l'efficacité symbolique et l'effet d'appropriation du canal médiatique.
Sur un album intitulé Jamcon'84, un membre de Negativland explique : « Le panneau-réclame habilement retravaillé incite le spectateur à examiner la stratégie commerciale originale ».
Adbusters est un exemple de collectif anti-pub basé à Vancouver.
Fondé en 1977 à San Francisco, le Billboard Liberation Front (en) est un autre exemple de collectif anti-pub utilisant la tactique du détournement : ses membres interviennent sur les panneaux publicitaires pour changer certains mots-clés du message publicitaire, de manière à subvertir son sens initial.

## Canulars médiatiques
Le canular est une forme classique du détournement médiatique. Dans des projets parfois loufoques à la limite de la performance, les Yes Men, activistes new-yorkais, détournent par exemple l'image de sociétés commerciales ou de l'État en se mettant en scène comme des représentants officiels face aux médias. Ainsi, en 2004, Andy Bichlbaum s'est fait passer pour le porte-parole officiel du groupe chimique Dow Chemical, annonçant en direct sur BBC que la compagnie verserait un dédommagement d'un montant très important, en réparation aux victimes de la catastrophe de Bhopal.
En 2010, un groupe basé au Québec a annoncé, via un faux site internet reproduisant celui du ministère des Affaires étrangères français, le remboursement de l'indemnité versée sous la contrainte par Haïti à la France en échange de son indépendance.
Le détournement culturel peut aussi se manifester dans des contextes de cyber guerilla et de hacking.

## Occupation de nom de domaine
Le détournement de nom de domaine est une autre tactique d'occupation de l'espace médiatique, qui est parfois aussi utilisée à des fins militantes ou politiques. Par exemple, des étudiants québécois protestant contre la hausse des frais de scolarité décidée par le gouvernement de Jean Charest en 2011 ont acheté et occupé le nom de domaine linebeauchamp.com, récupérant ainsi le nom de la ministre de l'Éducation Line Beauchamp pour faire passer leur message de protestation. Ce mouvement étudiant a également appelé ses membres à se rendre sur le site gouvernemental droitsdescolarité.com, qui faisait la promotion de la réforme gouvernementale, dans le but d'épuiser le budget publicitaire que le ministère de l'Éducation, du Loisir et du Sport avait alloué à cette campagne. Selon les responsables de l'opération, chaque clic dans les pages du site coûtait entre 0,15 $ et 1,20 $ au gouvernement, et les bandeaux publicitaires auraient rapidement disparu du site, signe que l'opération aurait réussi.
En décembre 2018, Jason Velazquez, un créateur de site internet détourne l'url d'un tweet mal rédigé de l'avocat du président américain Trump. Lorsqu'il comprend que le nom de domaine n'appartient à personne, il en profite pour acheter l'adresse et créer un site diffusant un message dénonçant Donald Trump.